# Mitelloides moaensis
Mitelloides moaensis är en insektsart som beskrevs av Evans 1939. Mitelloides moaensis ingår i släktet Mitelloides och familjen dvärgstritar. Inga underarter finns listade i Catalogue of Life.